# Jabal (Bible)

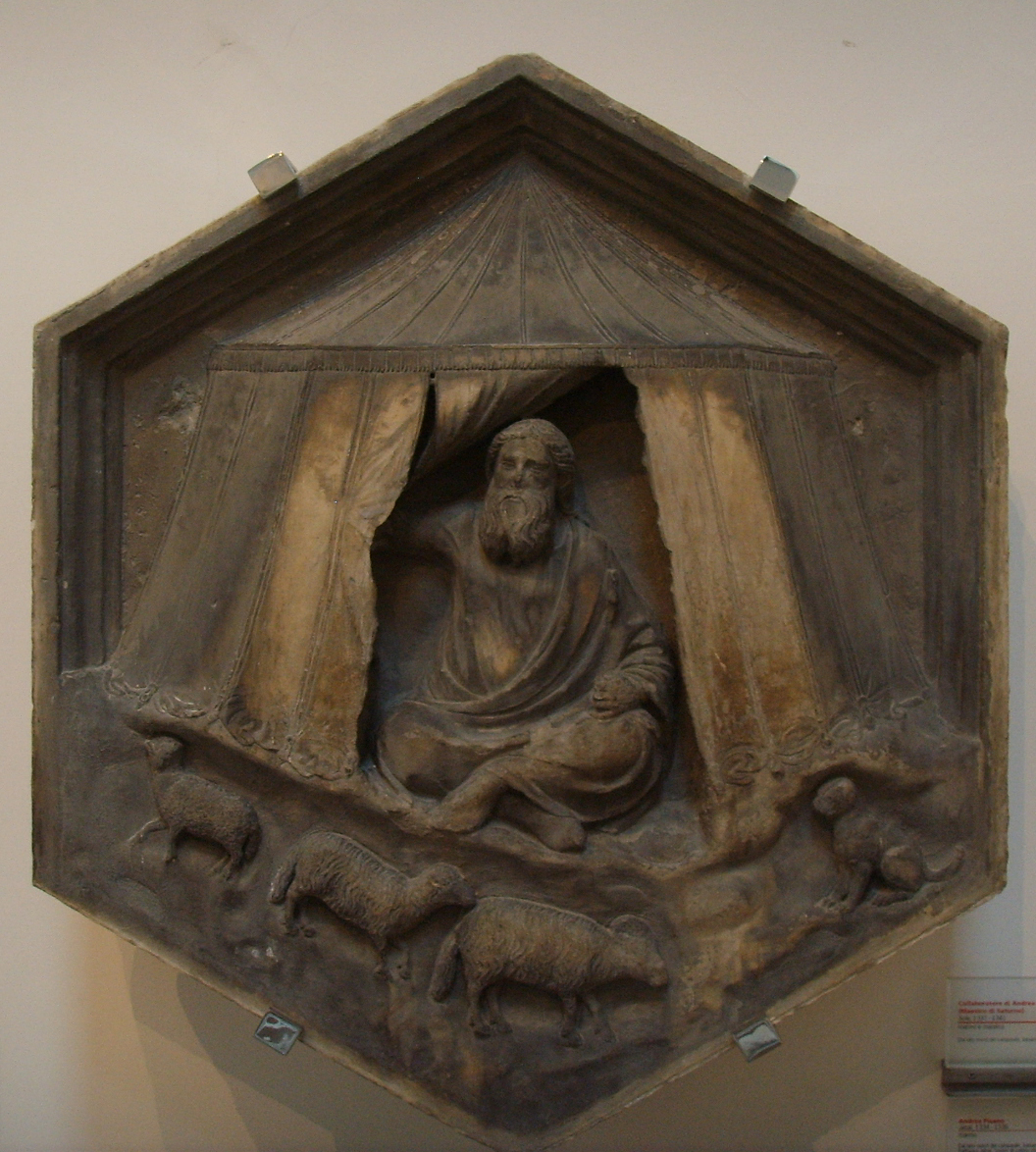
Jabal, fils de Lamech.

Dans la Genèse, Jabal (ou Yabal), qui signifie « le courant de l'eau », est le fils de Lamech et d'Ada, il descend de Caïn. Il a pour frère Jubal.